# Francisco de Oliveira
Francisco Maria Cavalcanti Oliveira, plus connu par le surnom de Chico de Oliveira (Recife, le 7 novembre 1933 - São Paulo, le 10 juillet 2019) est un sociologue brésilien. C'est l'un des fondateurs du Parti des travailleurs, parti qu'il a quitté en 2003 pour rejoindre le PSol,.
Licencié en Sciences Sociales (1956) à la Faculté de philosophie de l'Université de Recife, actuelle Université fédérale de Pernambuco, il a travaillé à la Banque du Nord-Est (1956-1957) et à la SUDENE (1959-1964), avec Celso Furtado. Après le coup d'État de 1964, il a été emprisonné pendant deux mois. Par la suite il a quitté la ville de Recife et s'est "exilé" à Rio de Janeiro.
Il est professeur retraité de sociologie du Département de sociologie de la Faculté de philosophie, lettres et sciences humaines de l'Université de São Paulo.
Il a reçu le prix Jabuti en 2004 dans la catégorie des sciences humaines pour Crítica à razão dualista/O ornitorrinco.

## Publications
- Hegemonia às avessas: economia, política e cultura na era da servidão financeira, avec Ruy Braga et Cibele Rizek (orgs.)
- O ornitorrinco
- Elegia para uma re(li)gião
- O elo perdido: classe e identidade de classe em Salvador
- Os direitos do antivalor
- Os cavaleiros do antiapocalipse, avec Álvaro Comin
- Os sentidos da democracia, avec Maria Célia Paoli